# عفنينيات
العفنينيات (الاسم العلمي: Mucoromycotina) هي شعيبة من الفطريات تتبع الشعبة العفنينية من تحت مملكة الفطريات العفنية.

## التصنيف
- شعيبة العفنينيات
  - الطائفة العفنانية
    - رتبة العفنيات
      - الفصيلة العفنية
        - جنس العفنة

  - الطائفة الإندغونانية
    - رتبة الإندغونيات
      - الفصيلة الإندغونية
        - جنس الإندغون